# Delap-Uliga-Djarrit
Delap-Uliga-Djarrit (spesso DUD) è la capitale delle Isole Marshall, situata nell'isola e distretto di Majuro.
Delap, Uliga e Darrit erano tre isole separate di Majuro che sono state congiunte in un'unica città per formare la capitale.
Spesso l'atollo intero di Majuro, che comprende anche altre isole, viene indicato come capitale di stato, perché DUD ha come sinonimo colloquiale Majuro.